# ريتشارد موريس (مؤرخ)
ريتشارد موريس (بالإنجليزية: Richard Morris)‏ هو مؤرخ بريطاني، ولد في 8 أكتوبر 1947 في برمنغهام في المملكة المتحدة.